# Euploea erima
Euploea erima är en fjärilsart som beskrevs av Hans Fruhstorfer 1899. Euploea erima ingår i släktet Euploea och familjen praktfjärilar. Inga underarter finns listade i Catalogue of Life.